# Kista (stacja metra)
Kista – powierzchniowa stacja sztokholmskiego metra, leży w Sztokholmie, w dzielnicy Rinkeby-Kista, na osiedlu Kista. Na niebieskiej linii (T11), między stacjami Hallonbergen a Husby. Dziennie korzysta z niej około 16 600 osób. 
Kista jest jedyną stacją powierzchniową na niebieskiej linii, leży na estakadzie, równolegle do Danmarksgatan, posiada dwa wyjścia. Bezpośrednio pod stacją znajduje się terminal autobusów. Południowe wyjście ulokowano się przy Kista Torg a północne przy Köpenhamnsgatan, z obydwóch wyjść wybudowano kładki do Kista Galleria. Stację otwarto 5 czerwca 1977, posiada jeden peron. Poprzednia stacja Hallonbergen odległa jest o 4,341 km, daje to największą odległość między stacjami metra w Sztokholmie. Na odcinku tym znajduje się nigdy nieukończona stacja Kymlinge.
Na stacji nie ma zbyt dużo miejsca na twórczość. Znajduje się tutaj tylko rzeźba Larsa Erika Falka z 1980, składa się z 16 metrowych (ma początek poniżej stacji, od gruntu) aluminiowych belek nachylonych pod kątem 73 stopni i pomalowanych na niebiesko, zielono, czerwono i pomarańczowo.

## Czas przejazdu
| Linia | Stacja          | Czas przejazdu | Stacja                                 | Czas przejazdu       |
| T11   | Akalla          | 4 min          | Västra skogen Fridhemsplan T-Centralen | 10 min 14 min 17 min |
| T11   | Kungsträdgården | 19 min         | Västra skogen Fridhemsplan T-Centralen | 10 min 14 min 17 min |

## Otoczenie
W najbliższym otoczeniu stacji znajdują się:
- Kista Science Tower
- Kista Galeria
- Kista Kyrka
- Ärvingeskolan